# 元融 (魏兴王)
元融（？—？），字叔融，河南郡洛阳县（今河南省洛阳市东）人，追尊魏景穆帝拓跋晃曾孙，雍州刺史、广陵康侯元衍之子，北魏宗室、官员。

## 生平
元融矮小丑陋，勇猛威武超过常人。魏孝庄帝元子攸谋杀尔朱荣，任命元融担任直阁将军。尔朱兆攻入洛阳，元融逃到民间。元融后来跟随魏孝武帝元修西入关中，封魏兴王，官至侍郎、殿中尚书。

## 兄弟
- 元璨，北魏辅国将军、太常少卿
- 元畅，西魏鸿胪、博陵王